# Aglianico del Vulture
L'Aglianico del Vulture è una DOC riservata ad alcuni vini la cui produzione è consentita nella zona del Vulture, in provincia di Potenza. 
Viene spesso annoverato tra i più grandi e sottostimati vini rossi d'Italia.

## Zona di produzione
Secondo l'articolo 3 del Decreto del Presidente della Repubblica in data 18 febbraio 1971, che conferisce il marchio DOC al vitigno, i comuni interessati alla produzione dell'Aglianico del Vulture sono Rionero in Vulture, Barile, Rapolla, Ripacandida, Ginestra, Maschito, Forenza, Acerenza, Melfi, Atella, Venosa, Lavello, Palazzo San Gervasio, Banzi, Genzano di Lucania, escluse le tre isole amministrative di Sant'Ilario, Riparossa e Macchia del comune di Atella.

## Storia

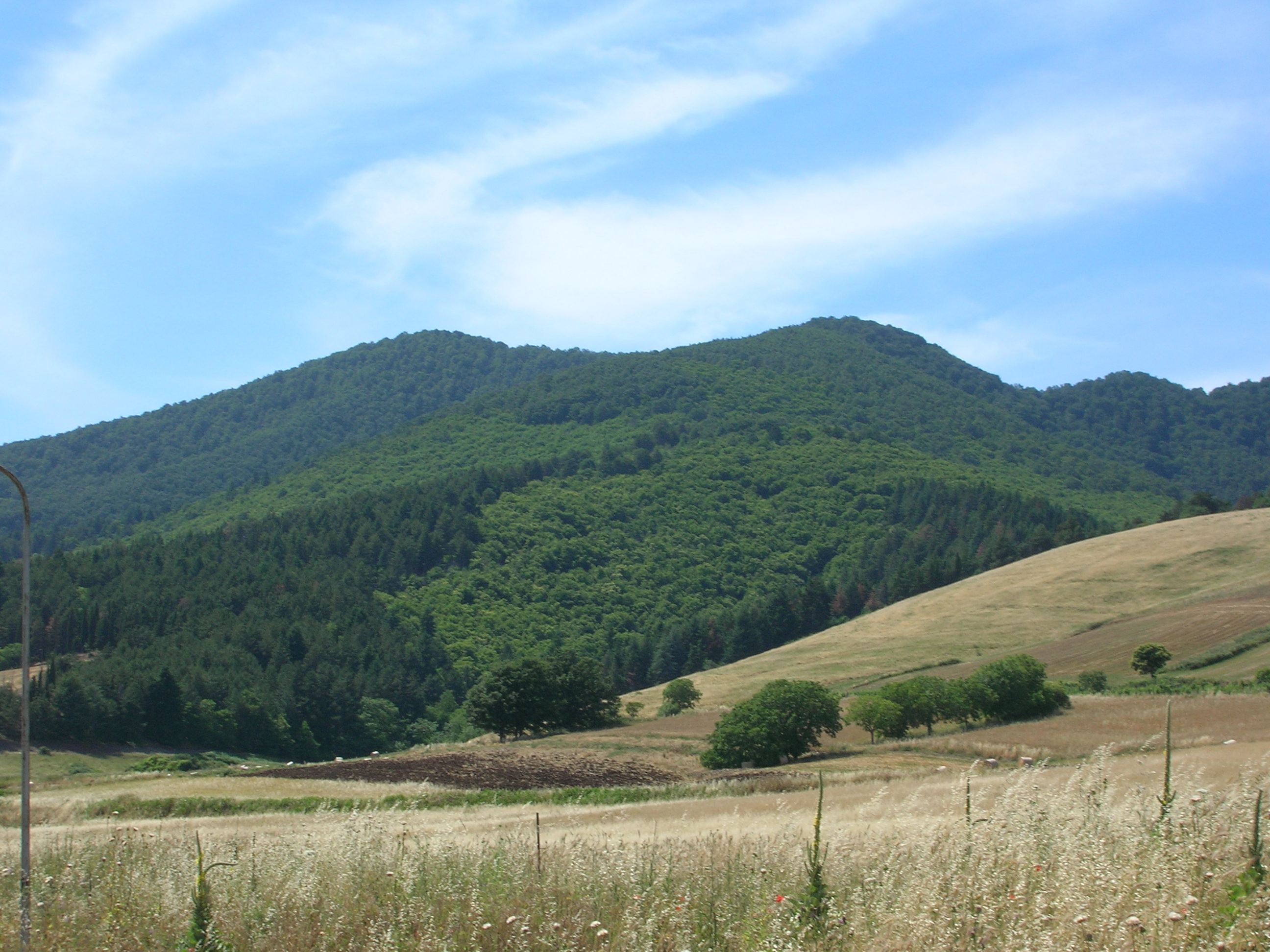
Monte Vulture

L'Aglianico del Vulture (come tutti i vitigni appartenenti all'Aglianico) ha origini molto remote e si ritiene che sia stato introdotto dai greci nel sud Italia tra il VII-VI secolo a.C. Altre fonti storiche che certificano l'antichità di questo vitigno sono costituite dai resti di un torchio dell'età romana ritrovati nella zona di Rionero in Vulture e da una moneta bronzea raffigurante l'agreste divinità di Dioniso, il cui culto fu poi ricondotto a quello di Bacco, coniata nella zona di Venosa nel IV secolo a.C.
L'origine del suo nome è incerta, c'è chi sostiene che sia ispirato all'antica città di Elea (Eleanico), sulla costa tirrenica della Lucania, e chi lo considera una semplice storpiatura della parola Ellenico. Gli antichi romani lo ribattezzarono poi "Vitis Ellenica" e lo sfruttarono per produrre il vino Falerno. Si narra che Annibale, dopo aver sconfitto i romani nel 212 a.C., avrebbe mandato i suoi soldati nel Vulture a curarsi con i vini della zona. Una delle testimonianze storico-letterarie sulla storia di questo vitigno è stata lasciata da Orazio, poeta romano originario di Venosa che esaltò le bellezze della sua terra e il vino in questione.
Durante il dominio svevo, Federico II promosse la coltivazione del vitigno. Nel 1280 Carlo I d'Angiò, in vista di un soggiorno estivo a Lagopesole con la corte angioina, ordinò al giustiziere di Basilicata la fornitura di 400 salme (pari a 185 litri) di vino autoctono, da lui chiamato "vino rubeo Melfie" (vino rosso di Melfi). Inoltre, il sovrano 
emanò disposizioni per la tutela dei vigneti regi e condannò il secreto Costantino Caciole di Trani per essersi disinteressato ai vigneti di Melfi. I vini del Melfese, graditi ai regnanti svevi e angioini, furono anche richiesti ed apprezzati dai mercanti fiorentini dell'epoca.
Successivamente si ebbe un notevole incremento della viticultura, legato anche ai nuovi impieghi del vino, come nella celebrazione della messa e nella medicina, fino al punto di modificare profondamente il paesaggio delle campagne. Nel XV secolo i vigneti occupavano interamente le pendici del Monte Vulture tra Melfi, Rapolla e Barile. Le fonti di quel periodo citano il “vino rosso di Melfi” (che secondo Michele Carlucci doveva essere Aglianico). Le cantine erano spesso ricavate nelle grotte (a Melfi, un inventario del 1589 ne registrava 110). Ancora oggi le cantine di molte importanti case vinicole, sono sistemate nelle vecchie grotte.
Il nome originario (Ellenico) fu cambiato nell'attuale Aglianico durante la dominazione aragonese nel corso del XV secolo, a causa della doppia 'l' pronunciata 'gl' nell'uso fonetico spagnolo.
Nell'Ottocento, l'Aglianico del Vulture era richiesto dai cantinieri napoletani per correggere e arricchire i vini della provincia di Napoli. All'Esposizione Internazionale di Milano del 1906 partecipano anche dieci campioni di vino del Vulture. Pierre Viala e Victor Vermorel, i curatori di Ampélographie. Traité général de viticulture, dedicano uno spazio all'Aglianico nel famoso trattato di ampelografia parigino, a cui aveva collaborato una équipe internazionale di 70 ampelografi.
Nell'agosto 2010 la tipologia "Superiore" è divenuta DOCG.

## Tecniche di produzione

Zona di produzione dell'Aglianico del Vulture.

L'Aglianico del Vulture è ottenuto dalla vinificazione in purezza delle uve appartenenti al vitigno omonimo, che si trova nei vigneti ubicati ai piedi del Monte Vulture, un vulcano spento da millenni. In questa zona l'Aglianico viene coltivato fino a 800 metri di altitudine, ma trova le condizioni più propizie fra i 200 e i 600 metri. Esistono due diciture per indicare il tempo di invecchiamento: Vecchio, per un minimo tre anni, e Riserva cinque anni. Il suo grado alcolico va dagli 11,5 ai 15 gradi. La resa delle uve in vino non deve essere superiore al 70%.
Non può essere messo in commercio prima di un anno dalla vendemmia ed è preferibile consumarlo a partire dal terzo anno di età, giacché regge bene diversi anni di invecchiamento.

## Disciplinare
L' "Aglianico del Vulture DOC" è stato istituito con DPR 18 febbraio1971 pubblicato sulla Gazzetta Ufficiale n. 129 del 22 maggio 1971.
Successivamente è stato modificato con:
- DM 9 marzo 1987
- DM 2 agosto 2010 pubblicato su GU 188 del 13 agosto 2010
- DM 30 novembre 2011 pubblicato su GU 295 del 20 dicembre 2011 Pubblicato sul sito ufficiale del Mipaaf Sezione Qualità e Sicurezza - Vini DOP e IGP
- La versione in vigore è stata approvata con DM 7 marzo 2014 Pubblicato sul sito ufficiale del Mipaaf[1].

## Tipologie

### Aglianico del Vulture
| uvaggio                        | Aglianico del Vulture e/o Aglianico min 100% |
| titolo alcolometrico minimo    | 12,50 % vol.                                 |
| acidità totale minima          | 4,5 g/l.                                     |
| estratto secco minimo          | 22,00 g/l                                    |
| resa massima di uva per ettaro | 100 q.                                       |
| resa massima di uva in vino    | 70 %                                         |

#### Caratteri organolettici
- colore: rosso rubino intenso, con l'invecchiamento assume riflessi aranciati
- odore: armonico e cresce in intensità e gradevolezza con l'età
- sapore: asciutto, minerale, sapido, caldo, armonico, giustamente tannico, con l'invecchiamento diventa sempre più vellutato.

#### Abbinamenti consigliati
Trova buoni accostamenti sia con carni bianche che rosse cotte allo spiedo, selvaggina e formaggi molto stagionati.

### Aglianico del Vulture spumante
| uvaggio                        | Aglianico del Vulture e/o Aglianico min 100% |
| titolo alcolometrico minimo    | 12,50 % vol.                                 |
| acidità totale minima          | 5,0 g/l.                                     |
| estratto secco minimo          | 18,00 g/l                                    |
| resa massima di uva per ettaro | 100q.                                        |
| resa massima di uva in vino    | 70%                                          |

#### Caratteri organolettici
- Aspetto: rosso rubino, bollicine fini, bollicine persistenti;
- Olfatto: fruttato, caratteristico, piacevole;
- Gusto: secco, abboccato.

#### Abbinamenti consigliati
Pasta con le sarde, pesce al forno o alla griglia, risotti.

## Eventi
- "Aglianica" - evento che si svolge annualmente in uno dei comuni coinvolti nella sua produzione (Rionero, Barile, Melfi e Venosa sono degli esempi), ove, oltre alla degustazione dei vini, vengono offerti assaggi di prodotti tipici del Vulture, come salumi, miele e formaggi. I seminari sono guidati da esperti di livello nazionale.
- "Riflessi di Stelle" - degustazioni di Aglianico del Vulture nella notte di San Lorenzo. Evento organizzato da “Cantina di Venosa”, si svolge ogni anno il 10 agosto nella notte di San Lorenzo. Osservazioni delle meraviglie celesti con telescopi professionali e con la guida di astronomi. dell'Associazione Lucana di Astronomia. In serata concerti musicali e degustazioni della gastronomia lucana.
- "Cantine aperte" - si svolge, presso il "Parco Urbano delle cantine" a Rapolla, in occasione della Sagra della castagna, nell'arco di un fine settimana del mese di ottobre, ha carattere prevalentemente estemporaneo dovuto all'iniziativa dei singoli proprietari delle cantine del borgo che mettono a disposizione prodotti locali: il vino aglianico, le castagne, l'olio e i piatti tipici locali.
- "Cantinando" - evento dalla durata di tre giorni che si svolge a Barile verso la metà di agosto, all'interno del Parco Urbano delle Cantine scavate nel tufo.
- "Festa dell'uva di Genzano" - evento organizzato dalla Pro-loco che si svolge ogni anno nel mese di Ottobre a Genzano di Lucania, nel suggestivo Centro Storico cittadino. Oltre all'Aglianico del Vulture, protagonista indiscusso della festa, vi si possono degustare tipicità del luogo, il tutto allietato da musica, canti e poesie.
- "Cantine Aperte" - si svolge a Sant'Angelo le Fratte
- "La sfida del Torchio" - a Rionero in Vulture
- "Parco Urbano delle Cantine" - a Rapolla

## Produzione
Provincia, stagione, volume in ettolitri
- Potenza  (1990/91)  8294,32
- Potenza  (1991/92)  15442,37
- Potenza  (1992/93)  13258,0
- Potenza  (1993/94)  9400,0
- Potenza  (1994/95)  7720,0
- Potenza  (1995/96)  9760,91
- Potenza  (1996/97)  9835,6

Dal 2005 al 2009
- Potenza  (2005)  30.250
- Potenza  (2006)  27.509
- Potenza  (2007)  22.556
- Potenza  (2008)  25.178
- Potenza  (2009)  24.376

## Galleria d'immagini

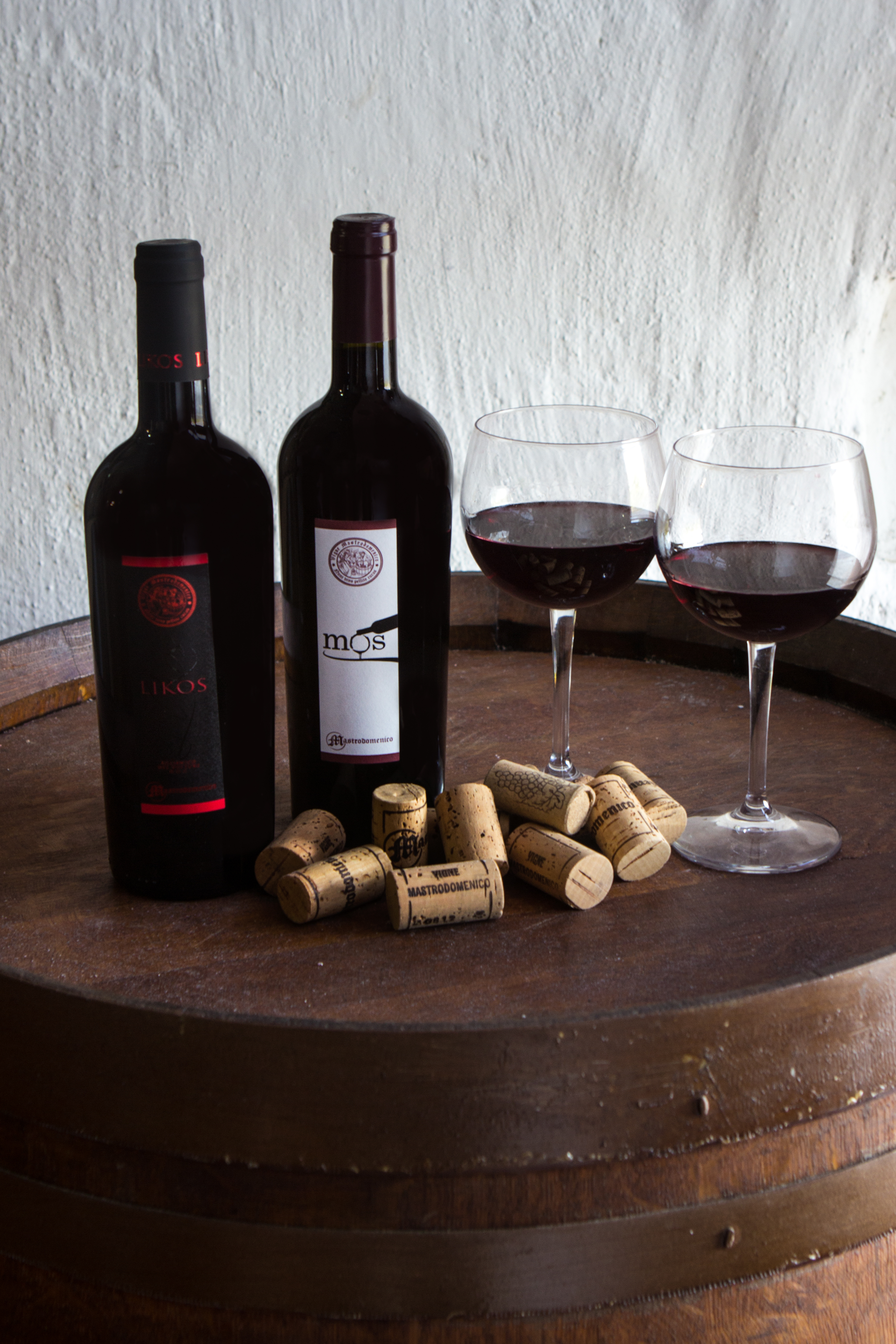
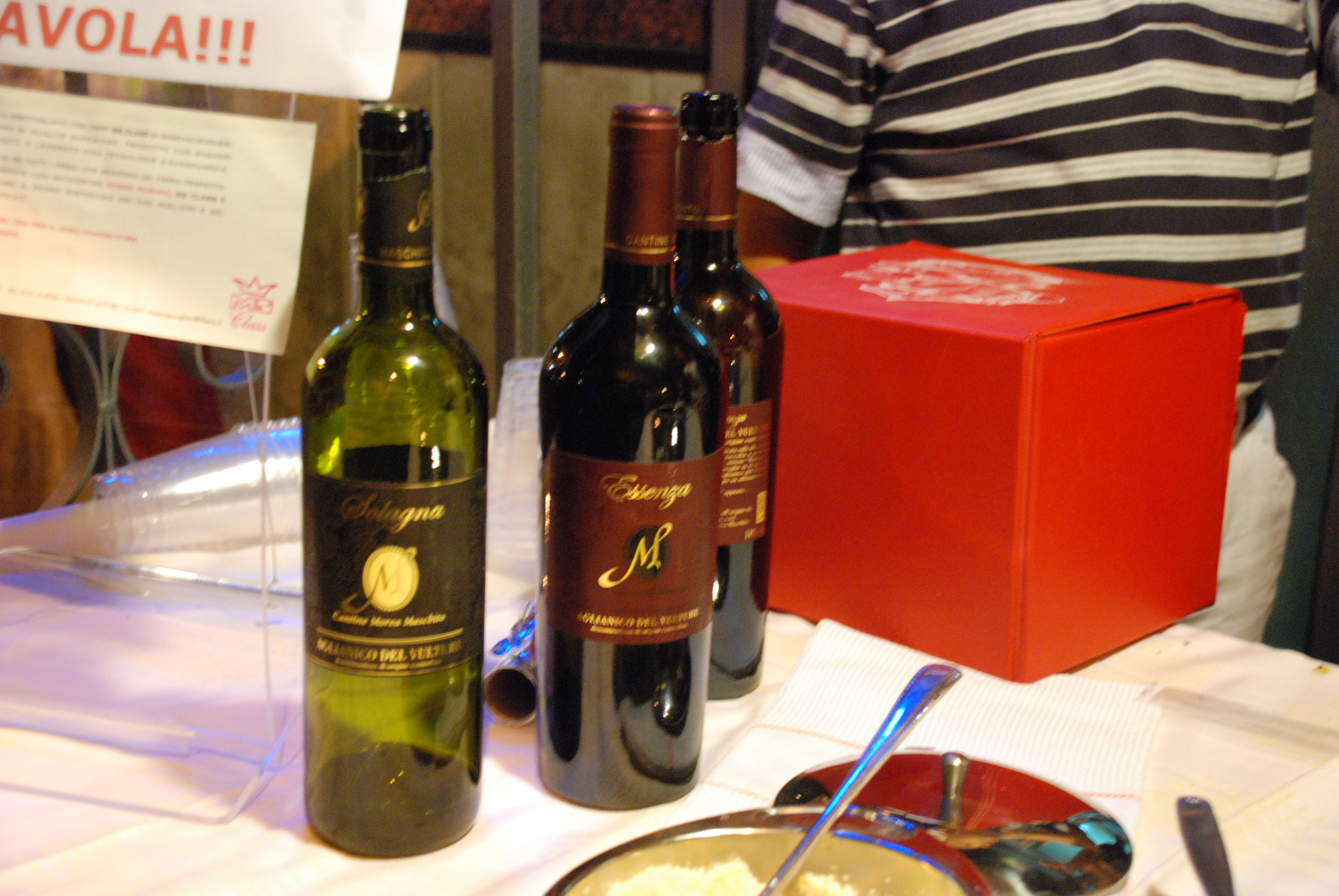
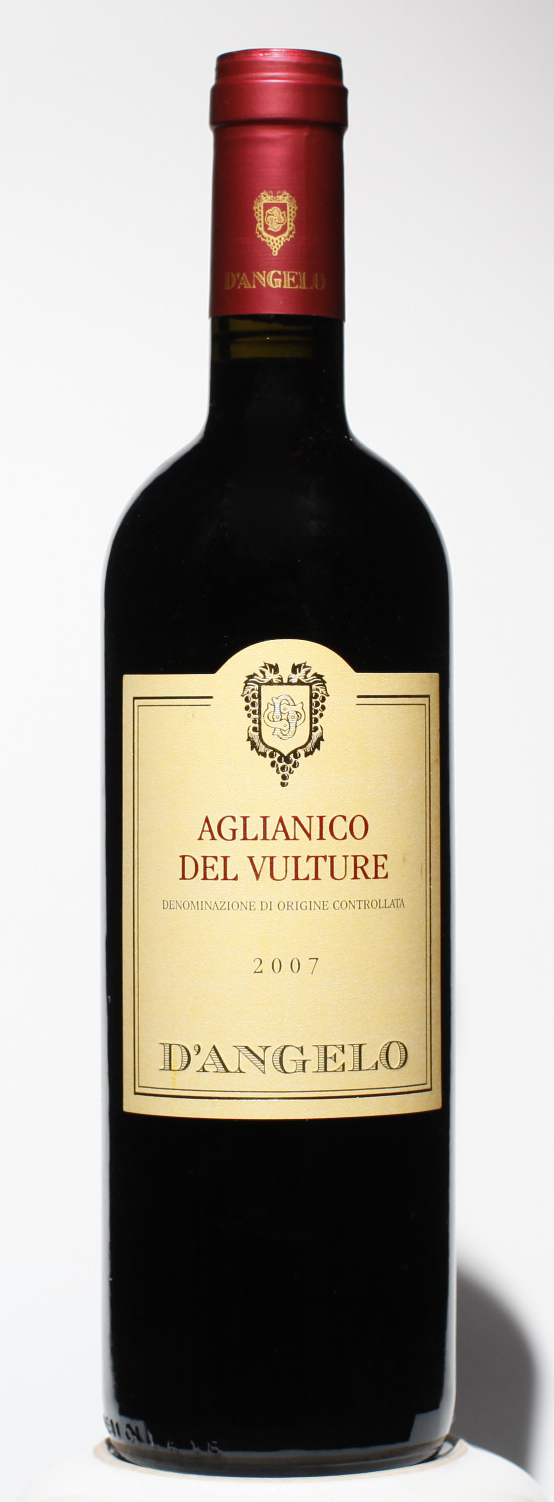
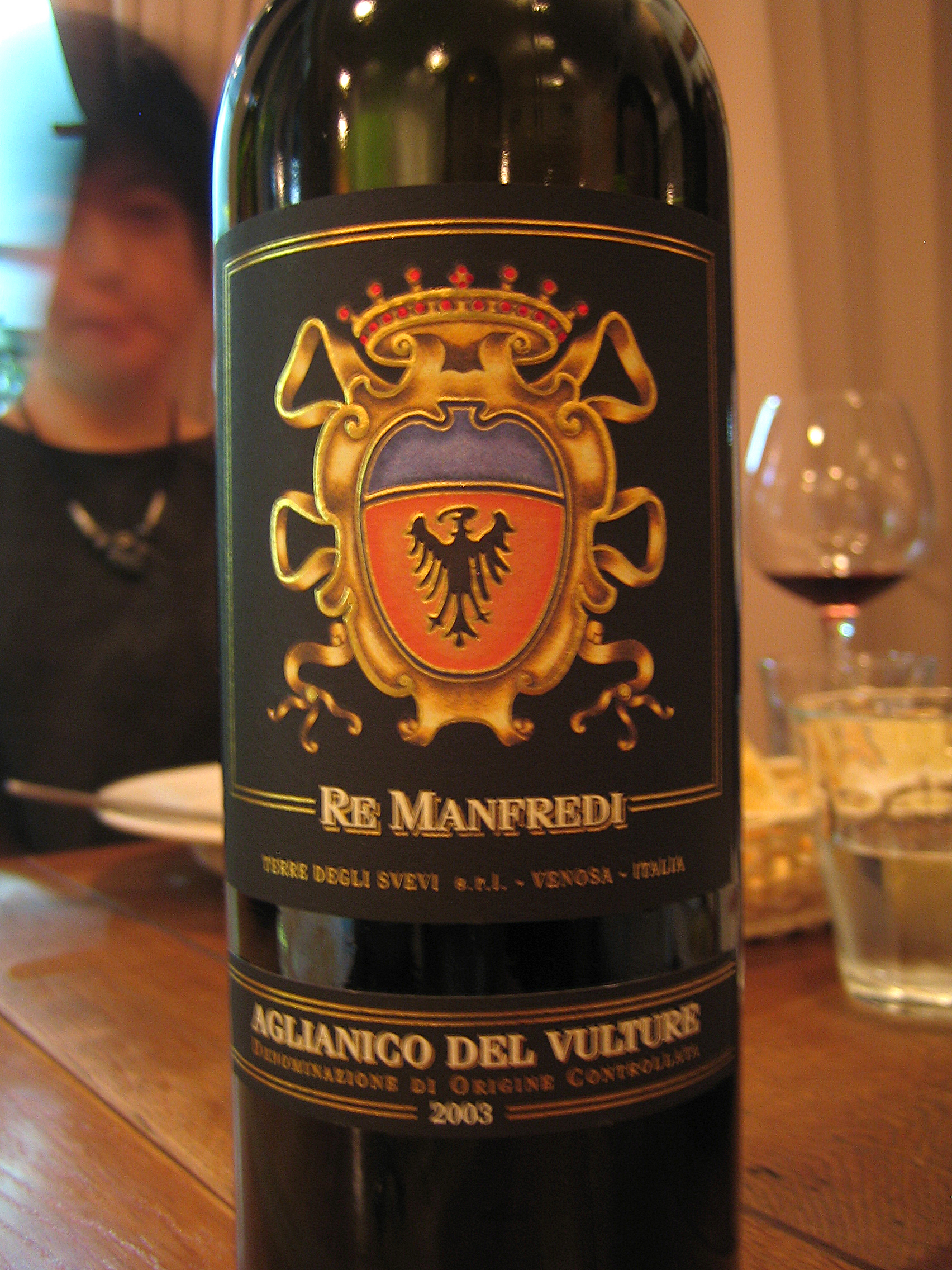
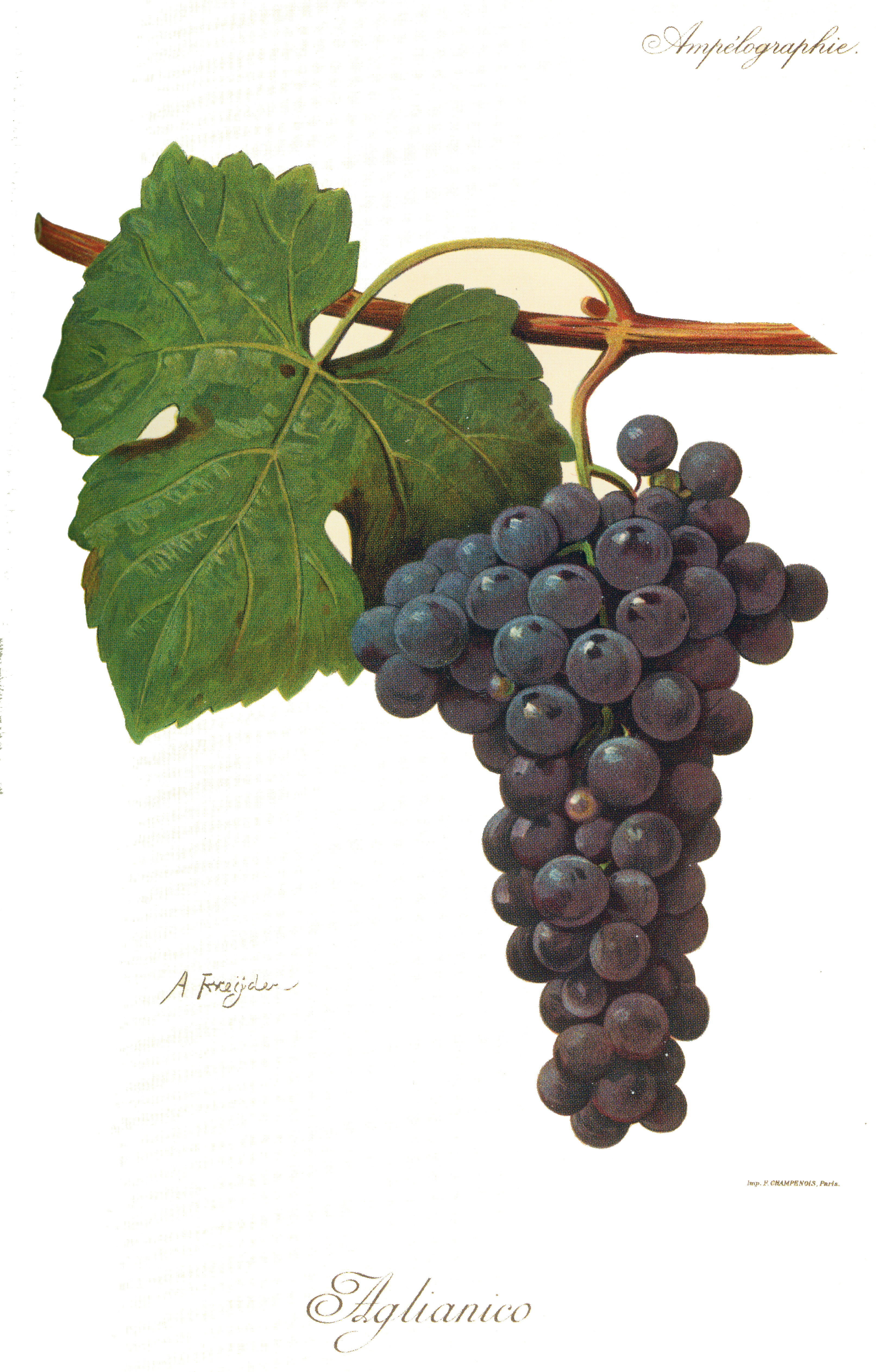